# Wolfram von Eschenbach
Wolfram von Eschenbach (c. 1170 — c. 1220) foi um cavaleiro e poeta da Alemanha, considerado um dos maiores poetas épicos de sua época. Praticante do Minnesang, também escrevia poesia lírica.

## Vida
Pouco se sabe sobre a vida de Wolfram; não há documentos que o mencionem e seus trabalhos são a única evidência de sua existência. Em Parzival ele menciona wir Beier ("nós bávaros") e seu dialeto alemão é do Leste da Francônia. Esse registro e algumas outras referências incentivaram a nomeação da antiga cidade de Obereschenbach, perto de Ansbach na Baviera, em Wolframs-Eschenbach, considerada atualmente cidade natal do poeta. Entretanto, existem pelo menos quatro outras Eschenbachs na Baviera atual, e Wolframs-Eschenbach não era parte da região na época de Wolfram. O brasão mostrado no Codex Manesse é uma concepção artística de um artista do século XIV, a figura do Cavaleiro Vermelho em Parzival, e não possui conexão heráldica com Wolfram.
O trabalho de Wolfram indica um conjunto de possíveis patronos, sugerindo que ele serviu diversas cortes durante sua vida.

## Obra
Wolfram é mais conhecido atualmente por seu poema Parzival, considerado  um dos maiores dos épicos germânicos da época. Baseado em Perceval ou le Conte du Graal ("Perceval, a História do Graal") de Chrétien de Troyes, é o primeiro trabalho em alemão de que se tem conhecimento a tratar do Santo Graal. No poema, Wolfram expressa desdém pela versão inacabada de Chrétien para a história, alegando que sua fonte foi o poeta Kyot de Provença.
Wolfram é também autor de duas outras narrativas, Willehalm e o fragmento Titurel, ambas escritas após Parzival.